# Yuri Baturin
Yuri Mijailovich Baturin (ruso: Ю́рий Миха́йлович Бату́рин; 12 de junio de 1949, Moscú) es un cosmonauta, político, abogado y periodista ruso, egresado del Departamento de Aeromecánica e Ingeniería de Vuelo del Instituto de Física y Tecnología de Moscú (1973) y de las facultades de Derecho (1980) y de Periodismo (1981) de la Universidad Estatal de Moscú. Ha sido tripulante de las misiones Soyuz TM-28 y Soyuz TM-32.

## Honores
- Orden del Coraje

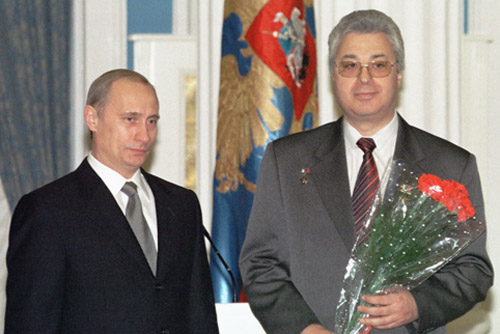
El presidente Vladímir Putin y Yuri Baturin en la entrega del premio Héroe de la Federación Rusa en 2001.

- Medalla por los Méritos en la Exploración del Espacio
- Medalla Conmemorativa del 300.º Aniversario de la Armada de Rusia (1996)
- Piloto-Cosmonauta de la Federación de Rusia
- Héroe de la Federación de Rusia (2001)